# Филипо Индзаги
Филипо Индзаги (на италиански: Filippo Inzaghi) е бивш италиански футболист, нападател, и бивш треньор на Милан. Индзаги е печелил два пъти Шампионската лига с екипа на Милан и Световното първенство с Италия през 2006 г.  Той е първият футболист, разписал се във всички международни турнири, след като отбелязва два гола на финала на Световното клубно първенство през 2007 г.
Филипо Индзаги е един от най-резултатните футболисти в Европейските турнири със 70 гола. Индзаги е и най-резултатният футболист на Милан в Европейските турнири с 43 гола. Той е рекордьор и по най-много отбелязани хеттрика в италианската Серия А – 10.
Индзаги е смятан за един от най-добрите голмайстори в Европа. Отличното му пласиране и тактическа грамотност му помагат да отбележи много голове, особено в решителни мачове. Той е петият най-резултатен италански футболист с 313 гола, отбелязани в официални мачове.

## Клубна кариера
Индзаги се насочва към футбола под натиска на майка си Марина. Заедно с по-малкия си брат Симоне Индзаги редовно чупят прозорци или нанасят други щети с коженото кълбо. До 13-ата си година често застава на вратата, после се преквалифицира като нападател. Негови идоли в онези години са холандецът Марко ван Бастен и германецът Карл-Хайнц Румениге.
Индзаги започва кариерата си в Пиаченца през 1991 г. на 18-годишна възраст. През сезон 1992 – 1993 е изпратен под наем в Албинолефе. В новия си тим играе един сезон, след което е преотстъпен на Верона, където вкарва 14 гола в 37 мача. След края на сезон 1993 – 1994 Пипо се завръща в Пиаченца. Повторната му поява при „Червено-белите“ е белязана с много голове и превръщането му в един от основните играчи на отбора.

### Парма
Добрите игри на Индзаги за Пиаченца довеждат до много изгодна оферта от Парма през 1995 г. В новия си отбор Индзаги изпълнява в повечето случаи ролята на резерва на Христо Стоичков и Джанфранко Дзола, а по-късно на Ернан Креспо и Енрико Киеза. Освен това е сполетян от контузия, която го изважда за дълго извън от строя. Едва в края на сезона започва да намира място в основния състав, но това не пречи да поиска да бъде продаден в Аталанта.

### Аталанта
В отбора от Бергамо Индзаги става голмайстор №1 на Серия А с 24 гола в 33 мача през сезон 1996 – 1997, а тифозите му лепват прякора Супер Пипо. Този сезон кара големите отбори да забележат младия голмайстор, осигурява и дебют на Индзаги за националния отбор на Италия. Освен това той е обявен за млад футболист на Серия А за 1997 г. изпреварвайки изгряващата звездата на Рома Франческо Тоти.

### Ювентус
Силният сезон за Аталанта осигурява трансфер на Индзаги в Ювентус. Вестта за трансфера си при „Старата госпожа“ получава по мобилния телефон на колегата си Кристиан Панучи, когато е във Франция. За трансфера си Пипо коментира „Отивам в най-добрия отбор в света. Какво още мога да искам?“. С тима на бианконерите играе заедно с Кристиан Виери и Алесандро Дел Пиеро в атака, а по-късно и с Давид Трезеге. Индзаги е основен реализатор за Ювентус по време на престия си в Торино, играещ на върха на атаката. За Индзаги медиите на Апенините твърдят, че „Дори и да му завържат очите пак ще е постоянна заплаха за противниковите вратари.“. Печели Серия А през 1998 г., играе финал на Шампионската лига срещу Реал Мадрид през същата година. През 1999 г. Ювентус стига до полуфинал в Шампионската лига, където отпада от Манчестър Юнайтед, въпреки двата гола вкарани от Пипо на Деле Алпи. През следващите два сезона Ювентус не успява да спечели значими трофеи, въпреки наличието на множество звезди от световна класа.

### Милан
През лятото на 2001 г. Индзаги преминава в Милан за 37 милиона евро и се превръща в един от най-скъпите трансфери на отбора. Заедно с украинския нападател на „Червено-черните“ Андрий Шевченко Индзаги формира страховит тандем, водещ атаката на Милан до продажбата на Шевченко през 2006 г.
Росонерите привличат редица звездни футболисти като Алесандро Неста, Кларънс Сеедорф, Ривалдо и Руи Коща и успехите не закъсняват. Милан печели Шампионската лига през 2003 г., като Индзаги вкарва 12 гола в 16 мача, следват трофеите за Купата на Италия и Суперкупата на Европа през същата година, като Индзаги отбелязва 30 гола в 49 мача през сезон 2002 – 2003.
През следващия сезон Индзаги печели и Серия А, но получава серия от тежки контузии, поради които отсъства от терените през по-голямата част от 2004 г. и 2005 г. Тези контузии идват в най-добрите години на Индзаги и не му позволяват да играе в множество решителни мачове като финала на Шампионската лига през 2005 г., пропуска и Европейското първенство през 2004 г., в чиито квалификации е голмайстор за Италия. Неговото отсъствие налага привличането на Ернан Креспо под наем за сезон 2004 – 2005 и трансфера на Алберто Джилардино през лятото на 2005 г.
Индзаги се завръща през сезон 2005 – 2006 в титулярния състав на Милан. Там той си партнира с Андрий Шевченко и с новото попълнение в отбора Алберто Джилардино.
През сезон 2006 – 2007 Индзаги отново блести на международната сцена, отбелязвайки решителни голове в Шампионската лига, с които Милан печели турнира. На финала в Атина срещу Ливърпул Индзаги вкарва 2 гола и става играч на мача.
Индзаги е титуляр в Милан и през следващите 3 сезона, докато не получава нова тежка контузия на 10 ноември 2010 г. срещу Палермо, която прекратява сезона за него. Въпреки че една такава контузия би могла да сложи край на кариерата за 37-годишния нападател, той се завръща в игра през сезон 2011 – 2012, който се оказва последен в кариерата му на професионален футболист.
Индзаги се разписва в последния си мач за Милан срещу Новара на 13 май 2012 г. и се сбогува емоционално с тифозите на Сан Сиро. Големият брой решителни голове, отбелязани срещу европейските грандове превръщат Индзаги в един от най-големите любимци на тифозите и го нареждат сред легендарните футболисти на Милан.

## Национален отбор
Филипо Индзаги става европейски шампион за младежи през 1994 г. Дебютира за мъжкия отбор на 8 юни 1997 г. в приятелска среща срещу Бразилия. На следващата година е част от отбора на Италия за Световното първенство във Франция през 1998 г. Индзаги не е титуляр за Скуадра Адзура и играе само в два от петте мача на Италия, тъй като за място в стартовия състав се борят още Алесандро Дел Пиеро, Роберто Баджо, Енрико Киеза и Кристиан Виери.
Пипо вкарва три гола в квалификациите за Евро 2000. На Европейските финали през 2000 г. в Холандия и Белгия Индзаги вкарва два гола и печели сребърен медал след драматично загубен финал срещу Франция.
В квалификациите за Световното първенство в Япония и Корея през 2002 г. Индзаги е голмайстор със 7 гола. Взима участие във всички срещи на „Скуадра Адзура“ на Световното първенство в Япония и Корея, където Италия отпада от Южна Корея.
Индзаги е голмайстор и в квалификациите за Евро 2004 с 5 гола в 5 мача, но пропуска първенството в Португалия поради контузия.
Участник е и на Световното първенство в Германия през 2006 г., където вкарва един гол срещу Чехия, а Италия печели златните медали.

## Треньорска кариера
След края на сезон 2011 – 12 Индзаги става треньор на младежкия отбор на Милан. През юни 2014 г. е назначен за старши треньор на отбора. 

## Статистика

### Клубна кариера
| Клуб              | Сезон             | Шампионат | Шампионат | Купа на Италия | Купа на Италия | Европейски турнири1 | Европейски турнири1 | Други турнири2 | Други турнири2 | Общо   | Общо   |
| Клуб              | Сезон             | Мачове    | Голове    | Мачове         | Голове         | Мачове              | Голове              | Мачове         | Голове         | Мачове | Голове |
| ----------------- | ----------------- | --------- | --------- | -------------- | -------------- | ------------------- | ------------------- | -------------- | -------------- | ------ | ------ |
| Пиаченца          | 1991 – 92         | 2         | 0         | 1              | 0              | –                   | –                   | –              | –              | 3      | 0      |
| Албинолефе        | 1992 – 93         | 21        | 13        | 0              | 0              | –                   | –                   | –              | –              | 21     | 13     |
| Верона            | 1993 – 94         | 36        | 13        | 1              | 1              | –                   | –                   | –              | –              | 37     | 14     |
| Пиаченца          | 1994 – 95         | 37        | 15        | 4              | 2              | –                   | –                   | –              | –              | 41     | 17     |
| Парма             | 1995 – 96         | 15        | 2         | 1              | 0              | 6                   | 2                   | –              | –              | 22     | 4      |
| Аталанта          | 1996 – 97         | 33        | 24        | 1              | 1              | –                   | –                   | –              | –              | 34     | 25     |
| Ювентус           | 1997 – 98         | 31        | 18        | 4              | 1              | 10                  | 6                   | 1              | 2              | 46     | 27     |
| Ювентус           | 1998 – 99         | 28        | 13        | 1              | 0              | 10                  | 6                   | 3              | 13             | 42     | 20     |
| Ювентус           | 1999 – 00         | 33        | 15        | 2              | 1              | 8                   | 10                  | –              | –              | 43     | 27     |
| Ювентус           | 2000 – 01         | 28        | 11        | 0              | 0              | 6                   | 5                   | –              | –              | 34     | 16     |
| Ювентус           | Общо              | 120       | 57        | 7              | 2              | 34                  | 27                  | 4              | 3              | 165    | 89     |
| Милан             | 2001 – 02         | 20        | 10        | 1              | 2              | 7                   | 4                   | –              | –              | 28     | 16     |
| Милан             | 2002 – 03         | 30        | 17        | 3              | 1              | 16                  | 12                  | –              | –              | 49     | 30     |
| Милан             | 2003 – 04         | 14        | 3         | 3              | 2              | 9                   | 2                   | 2              | 0              | 28     | 7      |
| Милан             | 2004 – 05         | 11        | 0         | 2              | 0              | 2                   | 1                   | –              | –              | 15     | 1      |
| Милан             | 2005 – 06         | 23        | 12        | 2              | 1              | 6                   | 4                   | –              | –              | 31     | 17     |
| Милан             | 2006 – 07         | 20        | 2         | 5              | 3              | 12                  | 6                   | –              | –              | 37     | 11     |
| Милан             | 2007 – 08         | 21        | 11        | 0              | 0              | 6                   | 5                   | 2              | 2              | 29     | 18     |
| Милан             | 2008 – 09         | 26        | 13        | 0              | 0              | 6                   | 3                   | –              | –              | 32     | 16     |
| Милан             | 2009 – 10         | 24        | 2         | 2              | 1              | 7                   | 2                   | –              | –              | 33     | 5      |
| Милан             | 2010 – 11         | 6         | 2         | 0              | 0              | 3                   | 2                   | –              | –              | 9      | 4      |
| Милан             | 2011 – 12         | 7         | 1         | 2              | 0              | 0                   | 0                   | –              | –              | 9      | 1      |
| Милан             | Общо              | 202       | 73        | 20             | 10             | 74                  | 41                  | 4              | 2              | 300    | 126    |
| Общо за кариерата | Общо за кариерата | 466       | 197       | 35             | 16             | 114                 | 70                  | 8              | 5              | 623    | 288    |

1Европейските турнири включват Шампионска лига, Купа на УЕФА и Суперкупа на Европа

2Други турнири включват Суперкупа на Италия, Междуконтинентална купа и Световно клубно първенство

3Включват се 2 мача и 1 гол през сезон 1998 – 99 в плейофи за участие в турнира за Купата на УЕФА

### Национален отбор
| Италия | Италия | Италия |
| Година | Мачове | Голове |
| ------ | ------ | ------ |
| 1997   | 3      | 0      |
| 1998   | 6      | 3      |
| 1999   | 8      | 3      |
| 2000   | 11     | 5      |
| 2001   | 8      | 4      |
| 2002   | 8      | 0      |
| 2003   | 4      | 6      |
| 2004   | 0      | 0      |
| 2005   | 0      | 0      |
| 2006   | 5      | 2      |
| 2007   | 4      | 2      |
| Общо   | 57     | 25     |

### Голове с Националния отбор
| Номер      | Дата              | Място                       | Противник             | Резултат | Резултат | Турнир                                               |
| ---------- | ----------------- | --------------------------- | --------------------- | -------- | -------- | ---------------------------------------------------- |
| 1, 2       | 18 октомври 1998  | Салерно, Италия             | Испания               | 2 – 2    | Р        | Приятелски мач                                       |
| 3          | 16 декември 1998  | Рим, Италия                 | Сборен отбор на света | 6 – 2    | П        | Приятелски мач                                       |
| 4          | 27 март 1999      | Копенхаген, Дания           | Дания                 | 2 – 1    | П        | Квалификация за Европейското първенство през 2000 г. |
| 5          | 31 март 1999      | Анкона, Италия              | Беларус               | 1 – 1    | Р        | Квалификация за Европейското първенство през 2000 г. |
| 6          | 5 юни 1999        | Болоня, Италия              | Уелс                  | 4 – 0    | П        | Квалификация за Европейското първенство през 2000 г. |
| 7          | 11 юни 2000       | Арнхем, Нидерландия         | Турция                | 2 – 1    | П        | Европейско първенство 2000 г.                        |
| 8          | 24 юни 2000       | Брюксел, Белгия             | Румъния               | 2 – 0    | П        | Европейско първенство 2000 г.                        |
| 9, 10      | 3 септември 2000  | Будапеща, Унгария           | Унгария               | 2 – 2    | Р        | Квалификация за Световното първенство през 2002 г.   |
| 11         | 7 октомври 2000   | Милано, Италия              | Румъния               | 3 – 0    | П        | Квалификация за Световното първенство през 2002 г.   |
| 12, 13     | 24 март 2001      | Букурещ, Румъния            | Румъния               | 2 – 0    | П        | Квалификация за Световното първенство през 2002 г.   |
| 14, 15     | 28 март 2001      | Триест, Италия              | Литва                 | 4 – 0    | П        | Квалификация за Световното първенство през 2002 г.   |
| 16, 17, 18 | 6 септември 2003  | Милано, Италия              | Уелс                  | 4 – 0    | П        | Квалификация за Европейското първенство през 2004 г. |
| 19         | 10 септември 2003 | Белград, Сърбия             | Сърбия и Черна гора   | 1 – 1    | Р        | Квалификация за Европейското първенство през 2004 г. |
| 20, 21     | 11 октомври 2003  | Реджо ди Калабрия, Италия   | Азербайджан           | 4 – 0    | П        | Квалификация за Европейското първенство през 2004 г. |
| 22         | 22 юни 2006       | Хамбург, Германия           | Чехия                 | 2 – 0    | П        | Световно първенство 2006 г.                          |
| 23         | 2 септември 2006  | Неапол, Италия              | Литва                 | 1 – 1    | Р        | Квалификация за Европейското първенство през 2008 г. |
| 24, 25     | 2 юни 2007        | Торсхавн, Ферьорски острови | Ферьорски острови     | 2 – 1    | П        | Квалификация за Европейското първенство през 2008 г. |

### Голов коефициент
| Общо за кариерата | Общо за кариерата | Общо за кариерата | Общо за кариерата |
| Отбор             | Мачове            | Голове            | Голове на мач     |
| ----------------- | ----------------- | ----------------- | ----------------- |
| Клубни отбори     | 623               | 288               | 0,46              |
| Италия            | 057               | 025               | 0,44              |
| Общо              | 680               | 313               | 0,46              |

## Успехи

### Пиаченца
- Серия Б – 1 (1995)

### Ювентус
- Купа Интертото – 1 (1999)

- Серия А – 1 (1998)

- Суперкупа на Италия – 1 (1997)

### Милан
- Шампионска лига – 2 (2003, 2007)

- Суперкупа на Европа – 2 (2003, 2007)

- Световно клубно първенство – 1 (2007)

- Серия А – 2 (2004, 2011)

- Купа на Италия – 1 (2003)

- Суперкупа на Италия – 2 (2004, 2011)

### Национален отбор
- Световно първенство – 1 (2006)

- Европейско първенство – сребро (2000)

- Европейско първенство за младежи – 1 (1994)

### Индивидуални
- Голмайстор на Серия А – 1 (1996 – 97)

- Млад играч на годината в Серия А – 1 (1997)

- Играч на мача на Финала на Шампионската лига – 1 (2007)

### Рекорди
- Най-много отбелязани хеттрика в Серия А – 10

- Най-много голове за италиански футболист в Европейските турнири – 70

- Най-много голове за Милан в международните турнири – 43

- Индзаги е петият италианец с най-много голове в официални мачове след Силвио Пиола, Алесандро дел Пиеро, Джузепе Меаца и Роберто Баджо – 313

### Ордени
- Носител на Орден за заслуги към Италианската Република четвърта степен (офицер): 2006
- Носител на Орден за заслуги към Италианската Република пета степен (рицар): 2000